# Gaspé-Sud
Gaspé-Sud est un ancien district électoral du Québec. Il a existé de 1931 à 1973.

## Historique
Précédée de : Gaspé
Suivie de : Gaspé
Le district électoral de Gaspé-Sud a été créé à la suite de la division du district de Gaspé en Gaspé-Nord et Gaspé-Sud.

## Liste des députés
| Législature                  | Années    | Député | Député                 | Parti           |
| ---------------------------- | --------- | ------ | ---------------------- | --------------- |
| Gaspé-Sud Créée depuis Gaspé |           |        |                        |                 |
| 18e                          | 1931–1935 |        | Alexandre Chouinard    | Libéral         |
| 19e                          | 1935–1936 |        | Alexandre Chouinard    | Libéral         |
| 20e                          | 1936–1939 |        | Camille-Eugène Pouliot | Union nationale |
| 21e                          | 1939–1944 |        | Camille-Eugène Pouliot | Union nationale |
| 22e                          | 1944–1948 |        | Camille-Eugène Pouliot | Union nationale |
| 23e                          | 1948–1952 |        | Camille-Eugène Pouliot | Union nationale |
| 24e                          | 1952–1956 |        | Camille-Eugène Pouliot | Union nationale |
| 25e                          | 1956–1960 |        | Camille-Eugène Pouliot | Union nationale |
| 26e                          | 1960–1962 |        | Camille-Eugène Pouliot | Union nationale |
| 27e                          | 1962–1966 |        | Guy Fortier            | Libéral         |
| 28e                          | 1966–1970 |        | Guy Fortier            | Libéral         |
| 29e                          | 1970–1973 |        | Guy Fortier            | Libéral         |
| Dissoute dans Gaspé          |           |        |                        |                 |

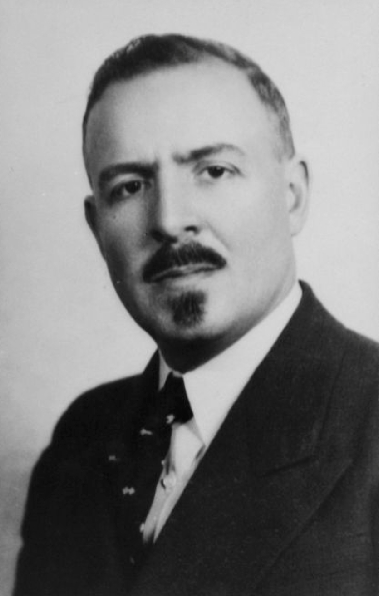
Camille-Eugène Pouliot est député de Gaspé-Sud de 1936 à 1962.

## Résultats
|       | Nom                   | Parti                 | Nombre de voix | %      | Maj.  |
| ----- | --------------------- | --------------------- | -------------- | ------ | ----- |
|       | Guy Fortier (sortant) | Libéral               | 8 455          | 50 %   | 3 370 |
|       | Villemont Dupuis      | Union nationale       | 5 085          | 30 %   | -     |
|       | Rodrigue Daraiche     | Parti québécois       | 3 062          | 18,1 % | -     |
|       | Laurent Thibault      | Ralliement créditiste | 322            | 1,9 %  | -     |
| Total | Total                 | Total                 | 16 924         | 100 %  |       |

|       | Nom                   | Parti           | Nombre de voix | %      | Maj.  |
| ----- | --------------------- | --------------- | -------------- | ------ | ----- |
|       | Guy Fortier (sortant) | Libéral         | 8 513          | 53,5 % | 1 108 |
|       | John-Arthur Brochet   | Union nationale | 7 405          | 46,5 % | -     |
| Total | Total                 | Total           | 15 918         | 100 %  |       |

|       | Nom                       | Parti           | Nombre de voix | %      | Maj. |
| ----- | ------------------------- | --------------- | -------------- | ------ | ---- |
|       | Guy Fortier               | Libéral         | 7 197          | 50,4 % | 113  |
|       | Camille Pouliot (sortant) | Union nationale | 7 084          | 49,6 % | -    |
| Total | Total                     | Total           | 14 281         | 100 %  |      |

|       | Nom                       | Parti           | Nombre de voix | %      | Maj. |
| ----- | ------------------------- | --------------- | -------------- | ------ | ---- |
|       | Camille Pouliot (sortant) | Union nationale | 7 656          | 52,7 % | 791  |
|       | Louis Doiron              | Libéral         | 6 865          | 47,3 % | -    |
| Total | Total                     | Total           | 14 521         | 100 %  |      |

|       | Nom                       | Parti           | Nombre de voix | %     | Maj.  |
| ----- | ------------------------- | --------------- | -------------- | ----- | ----- |
|       | Camille Pouliot (sortant) | Union nationale | 8 016          | 56 %  | 1 726 |
|       | Louis Doiron              | Libéral         | 6 290          | 44 %  | -     |
| Total | Total                     | Total           | 14 306         | 100 % |       |

|       | Nom                       | Parti           | Nombre de voix | %      | Maj.  |
| ----- | ------------------------- | --------------- | -------------- | ------ | ----- |
|       | Camille Pouliot (sortant) | Union nationale | 8 473          | 61,4 % | 3 148 |
|       | Terrence Pidgeon          | Libéral         | 5 325          | 38,6 % | -     |
| Total | Total                     | Total           | 13 798         | 100 %  |       |

|       | Nom                       | Parti               | Nombre de voix | %      | Maj.  |
| ----- | ------------------------- | ------------------- | -------------- | ------ | ----- |
|       | Camille Pouliot (sortant) | Union nationale     | 8 002          | 61 %   | 3 034 |
|       | Médéric Delorme           | Libéral             | 4 968          | 37,9 % | -     |
|       | Jean-Baptiste Lavoie      | Union des électeurs | 152            | 1,2 %  | -     |
| Total | Total                     | Total               | 13 122         | 100 %  |       |

|       | Nom                       | Parti               | Nombre de voix | %      | Maj.  |
| ----- | ------------------------- | ------------------- | -------------- | ------ | ----- |
|       | Camille Pouliot (sortant) | Union nationale     | 6 090          | 53,6 % | 2 600 |
|       | Horace Philippon          | Libéral             | 3 490          | 30,7 % | -     |
|       | James S. Watt             | Libéral indépendant | 1 773          | 15,6 % | -     |
| Total | Total                     | Total               | 11 353         | 100 %  |       |

|       | Nom                       | Parti           | Nombre de voix | %      | Maj. |
| ----- | ------------------------- | --------------- | -------------- | ------ | ---- |
|       | Camille Pouliot (sortant) | Union nationale | 3 338          | 53,8 % | 475  |
|       | Willie-J. Landry          | Libéral         | 2 863          | 46,2 % | -    |
| Total | Total                     | Total           | 6 201          | 100 %  |      |

|       | Nom                | Parti           | Nombre de voix | %      | Maj. |
| ----- | ------------------ | --------------- | -------------- | ------ | ---- |
|       | Camille Pouliot    | Union nationale | 3 653          | 57,7 % | 978  |
|       | Joseph Gavan Power | Libéral         | 2 675          | 42,3 % | -    |
| Total | Total              | Total           | 6 328          | 100 %  |      |

|       | Nom                           | Parti               | Nombre de voix | %      | Maj.  |
| ----- | ----------------------------- | ------------------- | -------------- | ------ | ----- |
|       | Alexandre Chouinard (sortant) | Libéral             | 3 019          | 50,4 % | 1 281 |
|       | Camille Pouliot               | Libéral indépendant | 1 738          | 29 %   | -     |
|       | Bona Arsenault                | Conservateur        | 660            | 11 %   | -     |
|       | Wilfred Molloy                | Libéral indépendant | 571            | 9,5 %  | -     |
| Total | Total                         | Total               | 5 988          | 100 %  |       |

|       | Nom                           | Parti        | Nombre de voix | %      | Maj. |
| ----- | ----------------------------- | ------------ | -------------- | ------ | ---- |
|       | Alexandre Chouinard           | Libéral      | 2 744          | 55,8 % | 570  |
|       | Joseph-Gabriel-Laurent Duguay | Conservateur | 2 174          | 44,2 % | -    |
| Total | Total                         | Total        | 4 918          | 100 %  |      |